# Paya Mabar (Stabat)
Paya Mabar is een bestuurslaag in het regentschap Langkat van de provincie Noord-Sumatra, Indonesië. Paya Mabar telt 4136 inwoners (volkstelling 2010).